# Caroline Lamb
Pour les articles homonymes, voir Lamb.
Lady Caroline Lamb (13 novembre 1785–26 janvier 1828) est une aristocrate et une femme de lettres britannique.

## Biographie
Elle est la seule fille du 3e comte de Bessborough et d'Henrietta, comtesse de Bessborough, de qui George IV tomba amoureux. Bien que son mari, William Lamb, soit le 2e vicomte Melbourne, et premier ministre, elle ne devient jamais la vicomtesse Melbourne, car elle meurt avant que celui-ci n'hérite de la pairie ; c'est pour cela qu'elle est connue dans l'histoire comme Lady Caroline Lamb.
Elle est célèbre pour sa liaison tumultueuse avec Lord Byron en 1812.
Elle est aussi la nièce de Georgiana Cavendish, duchesse de Devonshire, ainsi que la cousine de Georges Spencer et d'Annabella Byron (par alliance).